# Anton Radl
Pour les articles homonymes, voir Radl.
Anton Radl, né le 15 avril 1774 à Vienne et mort le 4 mars 1852 à Francfort-sur-le-Main, est un peintre et graveur sur cuivre austro-allemand.

## Biographie
Anton Radl naît le 15 avril 1774 à Vienne.
Son père est peintre en bâtiment à Vienne, et Anton est le plus jeune de quatre frères et sœurs, à savoir trois frères et une sœur.
Il montre très tôt de l'amour pour l'art, mais dès son plus jeune âge, après la mort prématurée de son père, il doit gagner de l'argent en peignant, et ne reçoit qu'une éducation insuffisante à l'académie de dessin de Vienne. En 1790, il quitte Vienne pour s'installer à Bruxelles chez le peintre Kormer, mais au bout d'un an seulement, il se rend à Aix-la-Chapelle, puis à Cologne et enfin à Francfort, où il arrive le 1er janvier 1794. Là, il trouve rapidement un emploi de graveur chez le très actif éditeur d'art Johann Gottlieb Prestel. Parallèlement, il se forme comme peintre paysagiste. Il peint à la gouache, à l'aquarelle et à l'huile.
En mars 1800, il obtient la citoyenneté de Francfort en tant que graveur, et en avril, il épouse la francfortoise Rosina Margaretha Hochschlitz, qui travaille également chez Prestel en tant que restauratrice et imprimeuse. Après la naissance et la mort de leur premier enfant, trois autres enfants meurent peu après leur naissance.
Parallèlement à son activité de peintre et de graphiste, Anton Radl donne des cours privés.[réf. souhaitée]
Outre Wilhelm Amandus Beer, Heinrich Rosenkranz et Christian Wagner, "Rosette" Städel, née Willemer, compte également parmi ses élèves.
Les voyages d'études d'Anton Radl le mène en 1817/1818 dans le nord de l'Allemagne et en 1825 dans la Forêt-Noire. Il réalise 16 gouaches pour le livre d'Adam Storck, Ansichten der Freien Hansestadt Bremen und ihrer Umgebung, qui sont gravées sur cuivre en 1822. Il se rend en Suisse et sur le Danube probablement dans les années 1830.[réf. souhaitée]
Anton Radl meurt le 4 mars 1852 à Francfort-sur-le-Main.

## Œuvre

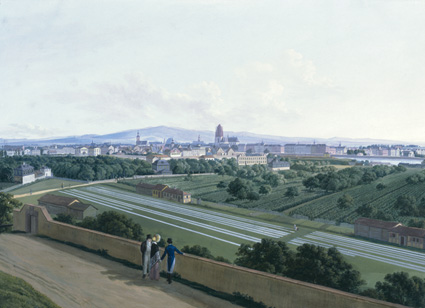
Vue de la ville de Francfort depuis Mühlberg, vers 1820.

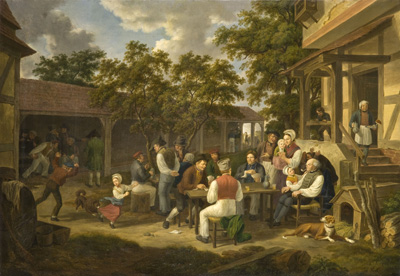
Ländlicher Wirtschaftsgarten, (Jardin économique rural dans une banlieue de Francfort / ferme dans le Taunus ou similaire. bar à vin de pomme avec jeu de boules).

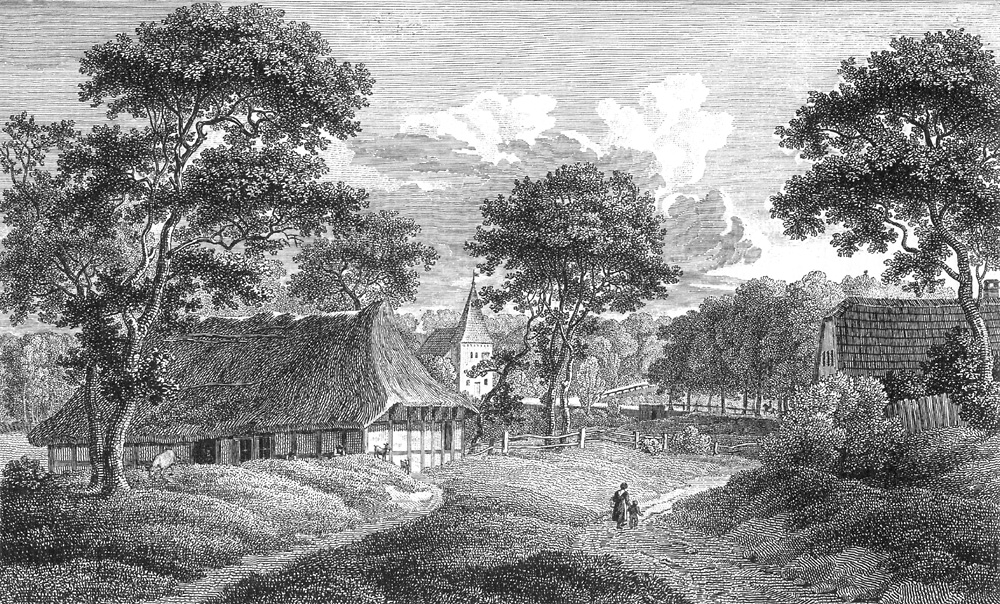
Ferme à Blumenthal près de Berne, construite en 1818/19.

Il est un habile dessinateur et son coloris est en général un peu dur. On cite notamment une série de soixante-cinq vues d'Allemagne à l'encre de Chine.
Les dessins d'Anton Radl pour l'ouvrage du libraire Wilmans à Francfort : Ansichten der vier freien Städte, qu'il réalise à partir de 1818, 75 feuilles, sont gravées par différents artistes, Fr. Stöber, Rosmäsler jun., W. Jury, Schleich, C. Rahl, Haldenwang, Leop. Beyer, F. Geißler, J. P. Veith, C. Frosch, Schnell, Schwerdgeburth, J. B. Hössel, Seyffer, Eßlinger, etc. et se distinguent par le traitement poétique du paysage, généralement d'Allemagne du Nord. Parmi ses peintures à l'huile représentant des paysages des environs de Francfort et d'Autriche, certaines sont conservées au Städel'sche Kunstinstitut et à la Städtische Gemäldesammlung de Francfort, ainsi qu'à la galerie grand-ducale de Darmstadt.
Outre les paysages qu'il visite lors de ses voyages, il peint des motifs du Rhin moyen et du Taunus. Il s'inspire de la peinture de paysage néerlandaise du XVIIe siècle.[réf. souhaitée]
Les vues de villes et les monuments font également partie de son répertoire, à côté des scènes populaires. Il travaille sur bois, carton et cuivre.[réf. souhaitée]